# Championnat d'Andorre de football 2022-2023
Navigation
Saison 2021-2022 Saison 2023-2024
La saison 2022-2023 de Primera Divisió ou Lliga Multisegur Assegurances est la vingt-huitième édition du championnat andorran de football, le plus haut niveau du football andorran organisé par la Fédération d'Andorre de football.
Le championnat se déroule en deux séries de matches aller-retour.
À l'issue de la saison, le champion se qualifie pour le tour préliminaire de la Ligue des champions 2023-2024. Le vainqueur de la Coupe de la Constitution et le deuxième se qualifient pour le premier tour de qualification de la Ligue Europa Conférence 2023-2024.
L'Atlètic Club d'Escaldes remporte le premier titre de son histoire à l'issue de la saison.

## Équipes participantes
À l'issue de la saison 2021-2022, le CE Carroi est relégué en Segona Divisió 2022-2023 et est remplacé par Penya Encarnada.
Légende des couleurs
- Tour préliminaire de la Ligue des champions 2022-2023
- Premier tour de la Ligue Europa Conférence 2022-2023
- Promu de Segona Divisió 2021-2022

| Club                    | Classement 2021-2022 |
| ----------------------- | -------------------- |
| Inter Club d'Escaldes   | 1er                  |
| FC Santa Coloma         | 2e                   |
| UE Sant Julià           | 3e                   |
| Atlètic Club d'Escaldes | 4e                   |
| UE Santa Coloma         | 5e                   |
| FC Ordino               | 6e                   |
| UE Engordany            | 7e                   |
| Penya Encarnada         | 1er (D2)             |

## Compétition

### Format
Les huit équipes participant au championnat s'affrontent à quatre reprises, deux fois à domicile et deux fois à l'extérieur pour un total de vingt-huit matchs chacune. Tous les matchs sont joués au Centre d'Entraînement de la FAF 1.

### Saison régulière

#### Classement
Le classement est établi sur le barème de points classique (victoire à 3 points, match nul à 1, défaite à 0). Pour départager les égalités, on tient d'abord compte des confrontations directes (résultats, puis différence de buts, puis nombre de buts marqués), ensuite, si l'égalité persiste, on prend en compte la différence de buts générale, puis du nombre de buts marqués, puis  et enfin si la qualification ou la relégation est en jeu, les deux équipes jouent une rencontre d'appui sur terrain neutre.
| Rang | Équipe                      | Pts | J  | G  | N  | P  | Bp | Bc | Diff |
| ---- | --------------------------- | --- | -- | -- | -- | -- | -- | -- | ---- |
| 1    | Atlètic Club d'Escaldes     | 63  | 28 | 19 | 6  | 3  | 68 | 19 | +49  |
| 2    | Inter Club d'Escaldes T S C | 61  | 28 | 18 | 7  | 3  | 76 | 23 | +53  |
| 3    | FC Santa Coloma             | 53  | 28 | 15 | 8  | 5  | 55 | 19 | +36  |
| 4    | UE Santa Coloma             | 42  | 28 | 10 | 12 | 6  | 40 | 29 | +11  |
| 5    | Penya Encarnada P           | 27  | 28 | 6  | 9  | 13 | 25 | 46 | -21  |
| 6    | FC Ordino                   | 23  | 28 | 5  | 8  | 15 | 33 | 55 | -22  |
| 7    | UE Engordany                | 22  | 28 | 6  | 4  | 18 | 21 | 67 | -46  |
| 8    | UE Sant Julià               | 16  | 28 | 4  | 4  | 20 | 23 | 83 | -60  |

Qualifications européennes
Ligue des champions 2023-2024
- 1er : tour préliminaire

Ligue Europa Conférence 2023-2024
- C et 3e : 1er tour de qualification

Relégation en Segona Divisió 2023-2024
- 7e : barrages de relégation
- 8e : relégation

Abréviations

#### Résultats
| Résultats (▼dom., ►ext.)                                   | ACE | ENG | INT | ORD | PEN | SJU | SFC | SUE |
| Atlètic Club d'Escaldes                                    |     | 1-0 | 2-1 | 1-1 | 3-0 | 5-1 | 0-0 | 0-2 |
| UE Engordany                                               | 0-3 |     | 0-3 | 0-3 | 1-0 | 2-1 | 0-1 | 1-1 |
| Inter Club d'Escaldes                                      | 2-1 | 2-0 |     | 2-1 | 2-0 | 1-1 | 1-3 | 1-0 |
| FC Ordino                                                  | 0-3 | 5-3 | 0-3 |     | 1-1 | 0-1 | 1-4 | 3-1 |
| Penya Encarnada                                            | 0-1 | 1-1 | 2-2 | 1-0 |     | 1-1 | 0-2 | 1-1 |
| UE Sant Julià                                              | 0-3 | 0-2 | 0-6 | 3-2 | 0-0 |     | 1-2 | 0-3 |
| FC Santa Coloma                                            | 1-1 | 6-0 | 2-2 | 1-1 | 3-2 | 4-0 |     | 0-1 |
| UE Santa Coloma                                            | 2-3 | 1-1 | 2-2 | 0-0 | 1-1 | 3-1 | 0-0 |     |
| - Victoire à domicile - Match nul - Victoire à l'extérieur |     |     |     |     |     |     |     |     |

| Résultats (▼dom., ►ext.)                                   | ACE | ENG | INT | ORD | PEN | SJU  | SFC | SUE |
| Atlètic Club d'Escaldes                                    |     | 2-0 | 1-2 | 6-1 | 4-0 | 2-0  | 1-0 | 3-1 |
| UE Engordany                                               | 1-7 |     | 0-4 | 1-2 | 1-0 | 4-0  | 0-3 | 1-2 |
| Inter Club d'Escaldes                                      | 2-2 | 3-0 |     | 0-1 | 1-0 | 12-0 | 0-0 | 1-0 |
| FC Ordino                                                  | 1-1 | 1-2 | 3-5 |     | 0-3 | 2-3  | 0-1 | 1-1 |
| Penya Encarnada                                            | 0-3 | 0-0 | 0-8 | 1-1 |     | 3-2  | 2-0 | 0-2 |
| UE Sant Julià                                              | 1-6 | 3-0 | 0-5 | 1-2 | 1-2 |      | 0-3 | 1-3 |
| FC Santa Coloma                                            | 0-3 | 7-0 | 1-1 | 3-1 | 3-0 | 4-0  |     | 3-0 |
| UE Santa Coloma                                            | 0-0 | 5-0 | 0-1 | 1-1 | 1-4 | 1-1  | 0-0 |     |
| - Victoire à domicile - Match nul - Victoire à l'extérieur |     |     |     |     |     |      |     |     |

### Barrage de promotion-relégation
À la fin de la saison, l'avant-dernier de Primera Divisió affronte la deuxième meilleure équipe de Segona Divisió pour tenter de se maintenir.
| Équipe 1       | Résultat | Équipe 2          | Aller | Retour |
| -------------- | -------- | ----------------- | ----- | ------ |
| CE Carroi (D2) | 4 - 0    | UE Engordany (D1) | 2 - 0 | 2 - 0  |

Légende des couleurs
- Promotion en première division.
- Relégation en deuxième division.

## Bilan de la saison
| Championnat d'Andorre de football 2022-2023 |                                     |
| Champion                                    | Atlètic Club d'Escaldes (1er titre) |
| Dauphin                                     | Inter Club d'Escaldes               |
| Coupes et trophées                          |                                     |
| Vainqueur de la Coupe d'Andorre 2022-2023   | Inter Club d'Escaldes               |
| Vainqueur de la Supercoupe d'Andorre 2022   | Inter Club d'Escaldes               |
| Qualifications continentales                |                                     |
| Ligue des champions 2023-2024               | Atlètic Club d'Escaldes             |
| Ligue Europa Conférence 2023-2024           | Inter Club d'Escaldes               |
| Ligue Europa Conférence 2023-2024           | FC Santa Coloma                     |
| Promotions et relégations                   |                                     |
| Promus en Primera Divisió                   | FC Pas de la Casa                   |
| Promus en Primera Divisió                   | CF Atlètic Amèrica                  |
| Promus en Primera Divisió                   | CF Esperança d'Andorra              |
| Promus en Primera Divisió                   | CE Carroi                           |
| Relégués en Segona Divisió                  | UE Sant Julià                       |
| Relégués en Segona Divisió                  | UE Engordany                        |